# Segawa Kazuki
Kazuki Segawa (瀬川 和樹 Segawa Kazuki) là một cầu thủ bóng đá người Nhật Bản thi đấu ở vị trí hậu vệ cho Renofa Yamaguchi FC ở J2 League.

## Sự nghiệp thi đấu
Anh gia nhập Thespakusatsu Gunma sau khi được chọn bởi Đại học Kanto University, và ra mắt cho Thespakusatsu Gunma trước Tochigi SC ngày 31 tháng 3 năm 2013. Anh chuyển đến Montedio Yamagata năm 2014, và có màn ra mắt cho câu lạc bộ trong trận đấu tại J. League Cup trước Vegalta Sendai.

## Thống kê câu lạc bộ
Cập nhật đến ngày 4 tháng 11 năm 2016.
| Thành tích câu lạc bộ | Thành tích câu lạc bộ | Thành tích câu lạc bộ | Giải vô địch | Giải vô địch | Cúp                   | Cúp                   | Cúp Liên đoàn | Cúp Liên đoàn | Tổng cộng | Tổng cộng |
| Mùa giải              | Câu lạc bộ            | Giải vô địch          | Số trận      | Bàn thắng    | Số trận               | Bàn thắng             | Số trận       | Bàn thắng     | Số trận   | Bàn thắng |
| Nhật Bản              | Nhật Bản              | Nhật Bản              | Giải vô địch | Giải vô địch | Cúp Hoàng đế Nhật Bản | Cúp Hoàng đế Nhật Bản | J. League Cup | J. League Cup | Tổng cộng | Tổng cộng |
| --------------------- | --------------------- | --------------------- | ------------ | ------------ | --------------------- | --------------------- | ------------- | ------------- | --------- | --------- |
| 2013                  | Thespakusatsu Gunma   | J2 League             | 18           | 1            | 1                     | 0                     | -             | -             | 19        | 1         |
| 2014                  | Thespakusatsu Gunma   | J2 League             | 37           | 3            | 3                     | 0                     | -             | -             | 40        | 3         |
| 2015                  | Montedio Yamagata     | J1 League             | 1            | 0            | 1                     | 0                     | 2             | 0             | 4         | 0         |
| 2016                  | Montedio Yamagata     | J2 League             | 1            | 0            | 0                     | 0                     | 0             | 0             | 5         | 0         |
| Tổng                  | Tổng                  | Tổng                  | 57           | 4            | 5                     | 0                     | 2             | 0             | 63        | 4         |